# Раптанов, Тимофей Алексеевич
Тимофей Алексеевич Раптанов (17 июня 1906, Большой Толкай — 4 июня 1936, Ардатов, Куйбышевский край) — эрзянский прозаик и журналист. Основоположник современного эрзянского романа и повести.

## Биография
Родился в крестьянской семье. В 14 лет остался сиротой. В поисках заработка скитался по городам и селам Поволжья, Сибири и Средней Азии.
В 1926 году вернулся в родное село, занимался самообразованием. Позитивно повлияло на развитие личности Раптанова обучение в Малотолкайском педагогическом техникуме (культурно-просветительский центр заволжанской мордвы 20-х гг.), общение с педагогами и писателями старшего поколения: К. Петровой, Е. Скобелевым, В. Радаевым, А. Моро, П .Кирилловым, А. Лукьяновым и т.д.
Приблизительно на это время приходится и начало литературного творчества Раптанова. Стихотворения «Комсомолка» (1926), «Од эрямо» («Новая жизнь», 1929) и т.д. были опубликованы в газете «Якстере теште» («Красная звезда»).
Автобиографическое стихотворение «Монь эрямом» («Моя жизнь») вошло в первый коллективный сборник эрзянских и мокшанских писателей «Васень сяткт» («Первые искры», 1929).
В 1930 году жил в Москве, работал литсотрудником газеты «Якстере теште». Тогда же вместе с редакцией газеты (она стала называться «Эрзянь Коммуна») переехал в Саранск. Был замглавного редактора республиканской молодежной газеты «Ленинэнь киява» («Путем Ленина»). Здесь в полной мере раскрылся его талант прозаика. Напечатал в 1930—1936 серию очерков и рассказов, 3 повести и роман.
В ранних рассказах он изобразил жизнь мордовского села времен Гражданской войны, коллективизации: «Тол Иван» («Иван-огонь», 1930), «Кавонест братиники» («Два братья»), «Тетят-цëрат» («Отец и сын») , 1932) и т.д. Его перу принадлежат также и очерки «Лаксось муевсь», «Ансяк Тарасбуй» и другие.
Социальной тематикой проникнуты повести Раптанова «Филянь кизэ» (1932), «Стака иетнестэ» (1935).
В романе «Чихан пандо ало» (1934) автор показал в динамике духовный рост героя, показал на конкретном примере формирование национального сознания молодежи 20-х гг.